# Bathypsammia fallosocialis
Bathypsammia fallosocialis is een rifkoralensoort uit de familie van de Dendrophylliidae. De wetenschappelijke naam van de soort is voor het eerst geldig gepubliceerd in 1959 door Squires.